# Lista de bairros de Barreiras

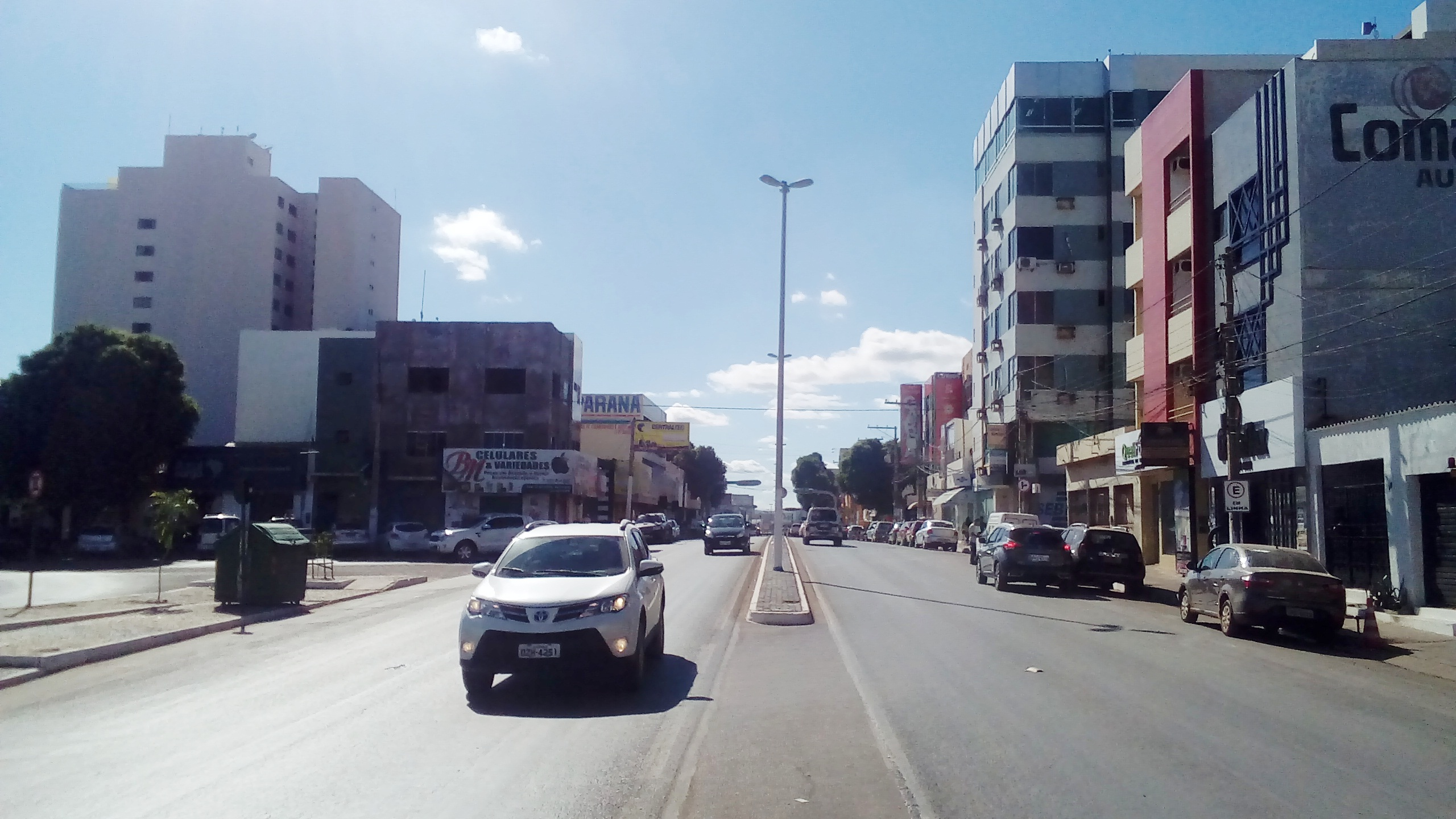
Avenida Benedita no centro de Barreiras-BA

Esta é a lista de bairros de Barreiras. Este município baiano tem uma população de 158 432 habitantes, de acordo a estimativa de 2021 do Instituto Brasileiro de Geografia e Estatísticas (IBGE) desse total 90% residem na zona urbana, que é dividida em 53 bairros. E ainda 10% da população do município vivem na zona rural ou nas 23 localidades e núcleos populacionais com código de endereçamento postal (CEP) próprio, diferente do distrito-sede de Barreiras.
O bairro Santa Luzia é o maior e mais populoso com uma população estimada em mais 45 mil moradores.

## Bairros
Os bairros do município por ordem alfabética são:[carece de fontes?]
- Alphavile
- Antônio Geraldo
- Aratu
- Arboreto I (conjunto habitacional)
- Arboreto II (conjunto habitacional)
- Bandeirantes
- Barreiras I (conjunto habitacional)
- Barreiras II (conjunto habitacional)
- Barreirinhas
- Bela Vista
- Boa Sorte
- Boa Vista
- Buritis
- Cascalheira
- Centro
- Cidade Nova
- Copacabana
- Firenze
- Flamengo (loteamento)
- Jardim Ouro Branco
- Jardim Vitória
- Jardins
- Juri
- Juscelino Kubitschek
- Mimoso (loteamento)
- Morada da Lua
- Morada Nobre
- Nova Barreiras
- Novo Horizonte
- Parque Santa Lúcia
- Parque Verde
- Primavera
- Recanto dos Pássaros
- Renato Gonçalves
- Ribeirão
- Rio Grande (loteamento)
- Sandra Regina
- Santa Luzia
- Santo Antônio
- São Francisco (conjunto habitacional)
- São Miguel
- São Paulo (loteamento)
- São Pedro
- São Sebastião
- Serra do Mimo
- Sombra da Tarde
- Vila Amorim
- Vila Brasil
- Vila dos Funcionários
- Vila dos Sais
- Vila dos Soldados
- Vila Dulce
- Vila Nova
- Vila Regina
- Vila Rica

## Localidades e núcleos populacionais
As localidades e núcleos populacionais são:[carece de fontes?]
- Arraial da Penha
- Baraúna
- Barreiras Sul
- Barrocão de Baixo
- Barrocão de Cima
- Bebedouro
- Bezerro
- Cachoeira do Acaba Vida
- Cantinho do Senhor dos Aflitos
- Capão do Meio
- Cerradão
- Conjunto Buritis I
- Km 32
- Mantiqueira
- Mucambo
- Nanica
- Nova Esperança
- Paulo Schimidt
- Placas
- São José do CTI
- Tatu